# Tomasz Rezler

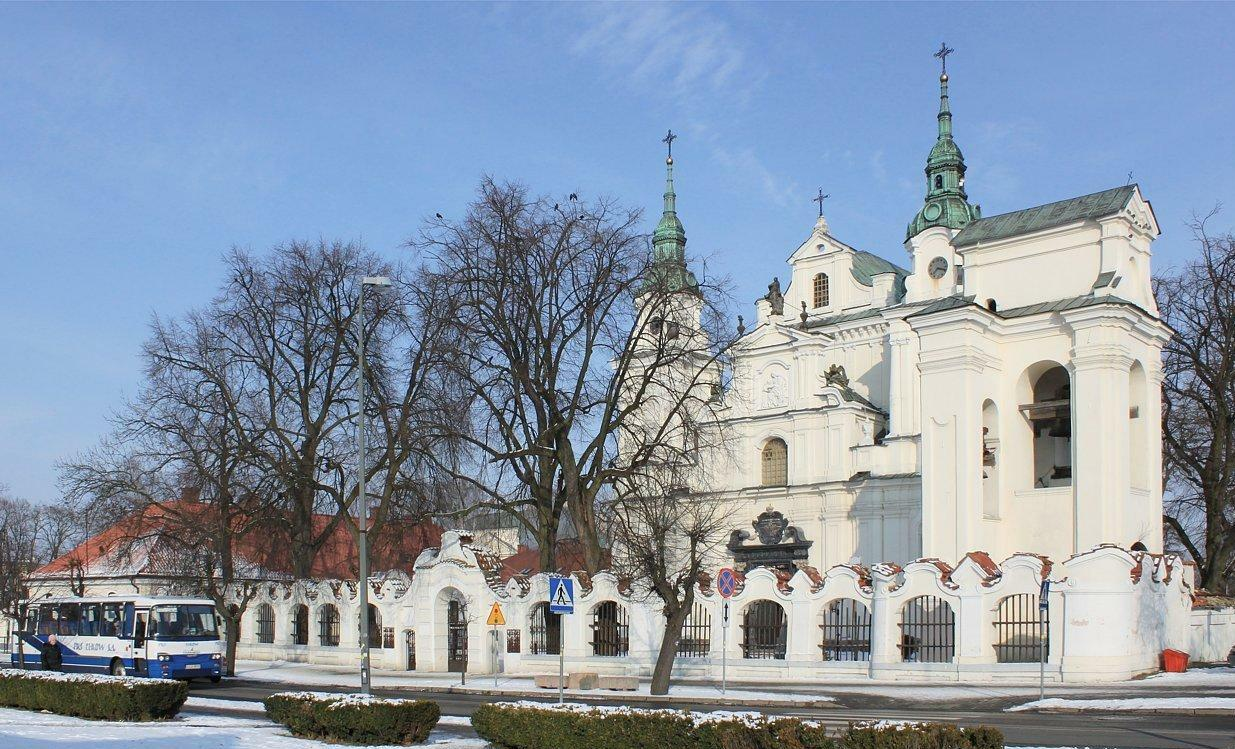
Bazylika św. Anny w Lubartowie

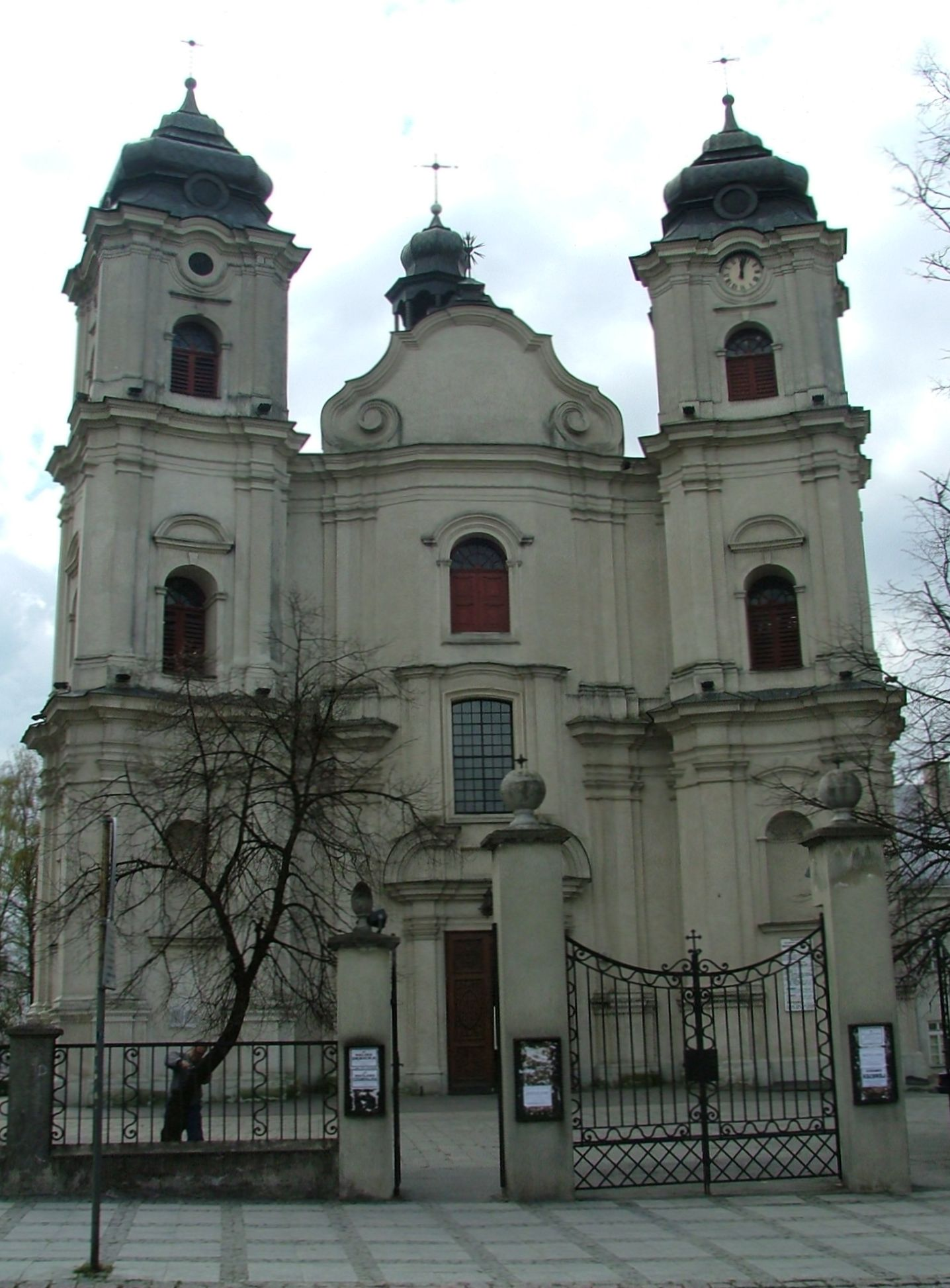
Kościół Rozesłania św. Apostołów w Chełmie

Tomasz Rezler – polski architekt i budowniczy z pierwszej połowy XVIII wieku.

## Prace
- Bazylika św. Anny w Lubartowie 1733–1738
- Bazylika Narodzenia Najświętszej Maryi Panny w Chełmie
- Kościół Rozesłania św. Apostołów w Chełmie
- Kościół św. Ludwika we Włodawie 1741–1752